# Franz-Peter Hofmeister
Franz-Peter Hofmeister, född den 5 augusti 1951 i Kerpen, Tyskland, är en västtysk friidrottare inom kortdistanslöpning.
Han tog OS-brons på 400 meters-stafetten vid friidrottstävlingarna 1976 i Montréal. 